# Karl Axel Kullerstrand
Karl Axel Kullerstrand, född 1 mars 1892 i Stockholm, död 14 maj 1981 i Täby, var en svensk friidrottare (höjdhopp) och idrottsledare. Han tävlade för IFK Stockholm. Efter den aktiva idrottskarriären arbetade han som idrottsledare och funktionär inom den fria idrotten.

## Främsta meriter
Vid OS i Stockholm 1912 kom Kullerstrand på åttonde plats. Han hade även det svenska rekordet i höjdhopp under en kort del av året 1917. Han vann tre svenska mästerskap (1911, 1916 och 1917).

## Idrottskarriär (höjdhopp)
1911 vann Kullerstrand SM i höjdhopp för första gången, med resultatet 1,75. 1912 deltog han i OS i Stockholm och tog en åttondeplats med resultatet 1,83. Även 1916 och 1917 lyckades han vinna SM, nu med resultatet 1,80 (båda gångerna).
Den 10 juni 1917 förbättrade Kullerstrand i Eskilstuna Paulus af Uhrs svenska rekord i höjdhopp från 1914 (1,88), med ett hopp på 1,89. Senare samma år förlorade han det dock, när en regeländring gjorde att rekordet övergick till Richard G:son Sjöberg vars hopp på 1,92 år 1915 i efterhand blev godkänt som svenskt rekord.

## Civil karriär
Kullerstrand var under olika perioder 1910-1922 styrelseledamot i IFK Stockholm (ordförande 1922) och 1914-1920 i klubbens centralstyrelse. Han tillhörde organisationskommittén för skolungdomens hösttävlingar 1912-1938 (sekreterare 1912-1918) och var sekreterare i Skolidrottsförbundet 1916-1928. 1925-1946 var han styrelseledamot i Svenska Idrottsförbundet (sekreterare 1927-1933). 1926 blev han ledamot av Riksidrottsförbundets Överstyrelse (där han även blev sekreterare 1939). 1934-1943 var han ledamot av Riksidrottsförbundets Förvaltningsutskott. 
Kullerstrand var medlem av Idrottsplatskommittén 1926-1928 samt 1931-1939 (vice ordförande blev han 1934). Han var 1921-1923 styrelseledamot i Stockholms Gymnastikförbund. 1939-1943 var han medlem i Bastudelegationen.